# Copa da França de Futebol de 2009–10
A Copa da França de 2009–10 foi uma competição de futebol realizada na França, contando como a 93ª edição da história. Teve como campeão o Paris Saint-Germain, que conquistou o seu oitavo título da competição e derrotou o Monaco na final por 1 a 0, com gol de Guillaume Hoarau.

## Primeiras fases

### Eliminatórias regionais
Todos os clubes que não disputem as Primeiras Divisões do futebol francês (incluindo clubes dos territórios ultramarinos) e que entraram na Copa da França tem que passar pelas eliminatórias regionais em todo o país, que abrangem as 6 primeiras fases do torneio. Os clubes classificados nessas eliminatórias avançam para a 7ª fase.

### 7ª e 8ª fases
Nestas fases ingressaram os times da Ligue 2 (Segunda Divisão Francesa), que jogam contra as equipes que avançaram das eliminatórias.

## 32 avos
Nas 32 avos de finais, as equipes da elite do futebol francês entraram na competição. As partidas foram disputadas nos dias 8, 9, 10, 16, 17, 23 e 24 de janeiro.
| Chave | Mandante            | Placar           | Visitante           |
| ----- | ------------------- | ---------------- | ------------------- |
| 1     | Grenoble            | 3 – 2            | Montpellier         |
| 2     | Grande Motte        | 0 – 3            | Villefranche        |
| 3     | Pau                 | 0 – 2            | Évian               |
| 4     | Trélissac           | 0 – 2            | Marseille           |
| 5     | Monaco              | 0 – 0 (4–3 pen)  | Tours               |
| 6     | Ajaccio             | 3 – 0            | Cannes              |
| 7     | Lattes              | 0 – 1            | Angers              |
| 8     | Thiers              | 1 – 1 (2–3 pen)  | Nancy               |
| 9     | Saint-Louis Neuweg  | 0 – 1            | Sochaux             |
| 10    | Marquette           | 1 – 2            | Mulhouse            |
| 11    | Saint-Ouen l'Aumône | 0 – 3            | Sedan               |
| 12    | Laval               | 1 – 2 (pro.)     | Vesoul              |
| 13    | Strasbourg          | 1 – 3            | Lyon                |
| 14    | Amiens              | 0 – 1            | Auxerre             |
| 15    | Colmar              | 0 – 0 (10–9 pen) | Lille               |
| 16    | Seclin              | 1 – 4            | Boulogne            |
| 17    | Pontivy             | 0 – 1 (pro.)     | Brest               |
| 18    | Chauray             | 0 – 1            | Agen                |
| 19    | Bordeaux            | 1 – 0            | Rodez               |
| 20    | Avranches           | 0 – 1 (pro.)     | Saumur              |
| 21    | Plabennec           | 2 – 1            | Nice                |
| 22    | Les Herbiers        | 0 – 1            | Toulouse            |
| 23    | Saint-Étienne       | 4 – 1            | Lorient             |
| 24    | Bonchamp-lès-Laval  | 0 – 2            | Guingamp            |
| 25    | Vannes              | 1 – 1 (8–7 pen)  | Troyes              |
| 26    | Versailles          | 0 – 3            | Beauvais            |
| 27    | Compiègne           | 0 – 1            | Lens                |
| 28    | Rennes              | 2 – 0            | Caen                |
| 29    | Quevilly            | 6 – 0            | Saint-Quentin       |
| 30    | Aubervilliers       | 0 – 5            | Paris Saint-Germain |
| 31    | Le Mans             | 1 – 0            | Valenciennes        |
| 32    | Saint-Dizier        | 0 – 4            | Raon-l'Étape        |

## 16 avos
As partidas dos 16 avos de final foram disputadas nos dias 22, 23, 24, 26 e 27 de janeiro, e nos dias 3 e 10 de fevereiro.
| Chave | Mandante            | Placar          | Visitante    |
| ----- | ------------------- | --------------- | ------------ |
| 1     | Lens                | 3 – 1           | Marseille    |
| 2     | Auxerre             | 1 – 1 (3–0 pen) | Sedan        |
| 3     | Nancy               | 0 – 2           | Plabennec    |
| 4     | Saint-Étienne       | 2 – 2 (3–1 pen) | Villefranche |
| 5     | Beauvais            | 3 – 0           | Agen         |
| 6     | Toulouse            | 0 – 2           | Brest        |
| 7     | Quevilly            | 1 – 0           | Angers       |
| 8     | Mulhouse            | 0 – 1           | Guingamp     |
| 9     | Sochaux             | 3 – 0           | Le Mans      |
| 10    | Raon-l'Étape        | 0 – 1           | Vesoul       |
| 11    | Vannes              | 4 – 3 (pro.)    | Grenoble     |
| 12    | Paris Saint-Germain | 3 – 1           | Évian        |
| 13    | Saumur              | 0 – 4           | Rennes       |
| 14    | Monaco              | 2 – 1           | Lyon         |
| 15    | Colmar              | 1 – 2           | Boulogne     |
| 16    | Bordeaux            | 5 – 1           | Ajaccio      |

## Fases finais
|  | Oitavas de final    | Oitavas de final    |      |          | Quartas de final | Quartas de final |  |          | Semifinais | Semifinais |  |        | Final | Final |
|  |                     |                     |      |          |                  |                  |  |          |            |            |  |        |       |       |
|  | Beauvais            | 1                   |      |          |                  |                  |  |          |            |            |  |        |       |       |
|  | Sochaux             | 4                   |      |          |                  |                  |  |          |            |            |  |        |       |       |
|  | Sochaux             | 4                   |      | Monaco   | 4                |                  |  |          |            |            |  |        |       |       |
|  |                     |                     |      | Monaco   | 4                |                  |  |          |            |            |  |        |       |       |
|  |                     | Sochaux             | 3    |          |                  |                  |  |          |            |            |  |        |       |       |
|  | Bordeaux            | Sochaux             | 3    | 0        |                  |                  |  |          |            |            |  |        |       |       |
|  | Bordeaux            |                     |      | 0        |                  |                  |  |          |            |            |  |        |       |       |
|  | Monaco              | 2                   |      |          |                  |                  |  |          |            |            |  |        |       |       |
|  | Monaco              | 2                   |      |          |                  |                  |  | Monaco   | 1          |            |  |        |       |       |
|  |                     |                     |      |          |                  |                  |  | Monaco   | 1          |            |  |        |       |       |
|  |                     | Lens                | 0    |          |                  |                  |  |          |            |            |  |        |       |       |
|  | Saint-Étienne       | Lens                | 0    | 2        |                  |                  |  |          |            |            |  |        |       |       |
|  | Saint-Étienne       |                     |      | 2        |                  |                  |  |          |            |            |  |        |       |       |
|  | Vannes              | 0                   |      |          |                  |                  |  |          |            |            |  |        |       |       |
|  | Vannes              | 0                   |      | Lens     | 3                |                  |  |          |            |            |  |        |       |       |
|  |                     |                     |      | Lens     | 3                |                  |  |          |            |            |  |        |       |       |
|  |                     | Saint-Étienne       | 1    |          |                  |                  |  |          |            |            |  |        |       |       |
|  | Lens                | Saint-Étienne       | 1    | 2        |                  |                  |  |          |            |            |  |        |       |       |
|  | Lens                |                     |      | 2        |                  |                  |  |          |            |            |  |        |       |       |
|  | Brest               | 1                   |      |          |                  |                  |  |          |            |            |  |        |       |       |
|  | Brest               | 1                   |      |          |                  |                  |  |          |            |            |  | Monaco | 0     |       |
|  |                     |                     |      |          |                  |                  |  |          |            |            |  | Monaco | 0     |       |
|  |                     | Paris Saint-Germain | 1    |          |                  |                  |  |          |            |            |  |        |       |       |
|  | Quevilly            | Paris Saint-Germain | 1    | 1        |                  |                  |  |          |            |            |  |        |       |       |
|  | Quevilly            |                     |      | 1        |                  |                  |  |          |            |            |  |        |       |       |
|  | Rennes              | 0                   |      |          |                  |                  |  |          |            |            |  |        |       |       |
|  | Rennes              | 0                   |      | Quevilly | 3                |                  |  |          |            |            |  |        |       |       |
|  |                     |                     |      | Quevilly | 3                |                  |  |          |            |            |  |        |       |       |
|  |                     | Boulogne            | 1    |          |                  |                  |  |          |            |            |  |        |       |       |
|  | Boulogne            | Boulogne            | 1    | 1        |                  |                  |  |          |            |            |  |        |       |       |
|  | Boulogne            |                     |      | 1        |                  |                  |  |          |            |            |  |        |       |       |
|  | Guingamp            | 0                   |      |          |                  |                  |  |          |            |            |  |        |       |       |
|  | Guingamp            | 0                   |      |          |                  |                  |  | Quevilly | 0          |            |  |        |       |       |
|  |                     |                     |      |          |                  |                  |  | Quevilly | 0          |            |  |        |       |       |
|  |                     | Paris Saint-Germain | 1    |          |                  |                  |  |          |            |            |  |        |       |       |
|  | Auxerre             | Paris Saint-Germain | 1    | 4        |                  |                  |  |          |            |            |  |        |       |       |
|  | Auxerre             |                     |      | 4        |                  |                  |  |          |            |            |  |        |       |       |
|  | Plabennecois        | 0                   |      |          |                  |                  |  |          |            |            |  |        |       |       |
|  | Plabennecois        | 0                   |      | Auxerre  | 0(5)             |                  |  |          |            |            |  |        |       |       |
|  |                     |                     |      | Auxerre  | 0(5)             |                  |  |          |            |            |  |        |       |       |
|  |                     | Paris Saint-Germain | 0(6) |          |                  |                  |  |          |            |            |  |        |       |       |
|  | Vesoul              | Paris Saint-Germain | 0(6) | 0        |                  |                  |  |          |            |            |  |        |       |       |
|  | Vesoul              |                     |      | 0        |                  |                  |  |          |            |            |  |        |       |       |
|  | Paris Saint-Germain | 1                   |      |          |                  |                  |  |          |            |            |  |        |       |       |

### Oitavas de final
| 9 de fevereiro de 2010 | Boulogne       | 1 – 0 | Guingamp | Stade de la Libération |
|                        | Cuvilliera 61' |       |          | Público: 3,750         |

| 9 de fevereiro de 2010 | Beauvais    | 1 – 4 | Sochaux                                          | Stade Pierre Brisson |
|                        | Canalés 43' |       | 14', 28' Martin · 55' Maurice-Belay · 83' Mikari | Público: 3,932       |

| 9 de fevereiro de 2010 | Quevilly      | 1 – 0 | Rennes | Stade Robert Diochon |
|                        | Beaugrard 44' |       |        | Público: 12,000      |

| 9 de fevereiro de 2010 | Vesoul | 0 – 1 | Paris Saint-Germain | Stade René Hologne |
|                        |        |       | 15' Giuly           | Público: 6,000     |

| 10 de fevereiro de 2010 | Bordeaux | 0 – 2 | Monaco                  | Stade Chaban-Delmas |
|                         |          |       | 27' Traoré · 53' Maazou | Público: 14,062     |

| 10 de fevereiro de 2010 | Auxerre                            | 4 – 0 | Plabennec | Stade de l'Abbé-Deschamps |
|                         | Jeleń 11', 57', 72' · Pedretti 64' |       |           | Público: 3,516            |

| 10 de fevereiro de 2010 | Saint-Étienne           | 2 – 0 | Vannes | Stade Geoffroy-Guichard |
|                         | Payet 80' · Rivière 90' |       |        | Público: 9,426          |

| 17 de fevereiro de 2010 | Lens                           | 2 – 1 (pro) | Brest    | Stade Félix-Bollaert |
|                         | Hermach 29' · Marco Ramos 100' |             | 57' Roux | Público: 14,062      |

### Quartas de final
| 23 de março de 2010 | Quevilly                           | 3 – 1     | Boulogne  | Stade Robert Diochon |
|                     | Coquio 11' · Laup 29' · Ouahbi 67' | Relatório | 45' Marcq | Público: 10,490      |

| 23 de março de 2010 | Auxerre | 0 – 0 (pro) | Paris Saint-Germain | Stade de l'Abbé-Deschamps |
|                     |         | Relatório   |                     | Público: 0                |

|                                               |       | Penalidades                                  |  |
| Hengbart Pedretti Mignot Ndinga Dudka Quercia | 5 – 6 | Hoarau Jallet Chantôme Kežman Giuly Makélélé |  |

| 24 de março de 2010 | Monaco                                                | 4 – 3 (pro) | Sochaux                                | Stade Louis II |
|                     | Puygrenier 34' · Haruna 38' · Pino 90+4' · Maazou 95' | Relatório   | 29' Boudebouz · 48' Dalmat · 71' Brown | Público: 5,409 |

| 24 de março de 2010 | Lens                                 | 3 – 1     | Saint-Étienne | Stade Félix-Bollaert |
|                     | Eduardo 63' · Yahia 75' · Roudet 89' | Relatório | 1' Mirallas   | Público: 22,191      |

### Semifinais
| 13 de abril de 2010 | Monaco      | 1 – 0 (pro) | Lens | Stade Louis II  |
|                     | Maazou 110' | Relatório   |      | Público: 10,382 |

| 14 de abril de 2010 | Quevilly | 0 – 1     | Paris Saint-Germain | Stade Michel d'Ornano |
|                     |          | Relatório | 51' Erdinç          | Público: 20,523       |

### Final
| 1 de maio de 2010 | Monaco | 0 – 1 (pro) | Paris Saint-Germain | Stade de France |
|                   |        | Relatório   | 107' Hoarau         | Público: 75,000 |